# Brooke Haven
Brooke Haven (Sonora, 25 novembre 1979) è un'attrice pornografica statunitense.

## Biografia
Cresciuta nella città di Sonora, in California, si trasferisce all'età di diciannove anni a San Francisco dove intraprende la carriera di spogliarellista. Dopo aver lavorato in un club chiamato Deja Vu per tre anni e mezzo si trasferisce a Phoenix dove continua la sua carriera lavorativa. In quel periodo instaura un'amicizia con Lexie Marie ed entrambe decisero di intraprendere la carriera di attrici di film hard.

## Riconoscimenti
F.A.M.E Award
2008 – Favorite Underrated Star (Fan Award)

## Filmografia

### Attrice
- Brooke Haven's Foot Tease (2004)
- Control 1 (2004)
- Cream Filled Holes 2 (2004)
- Finger Licking Good 1 (2004)
- Gob Swappers 1 (2004)
- Lexie and Monique Love Rocco (2004)
- Pound Cakes (2004)
- Stay Away From My Man: Natali Demore Vs. Brooke Haven (2004)
- 2 Girls for Every Guy 1 (2005)
- Absolute Ass 5 (2005)
- Afterhours: Penny Flame (2005)
- AGP: All Girl Protection (2005)
- All About Anal 4 (2005)
- Along Came a Facesitter (2005)
- Anal Driller 8 (2005)
- Anal Excursions 3 (2005)
- Anal Expedition 8 (2005)
- Anal Express (2005)
- Analogy 2 (2005)
- Ass 2 Mouth 3 (2005)
- Ass Breeder 2 (2005)
- Ass Takers 1 (2005)
- Ass Worship 7 (2005)
- Assploitations 5 (2005)
- Assworship 101 (2005)
- Bangin the Girl Next Door 2 (2005)
- Barefoot Maniacs 1 (2005)
- Bell Bottoms 3 (2005)
- Big Cock Seductions 20 (2005)
- Big Tit Anal Whores 2 (2005)
- Big Titty Woman 1 (2005)
- Big Toys No Boys 3 (2005)
- Bitches In Heat 1 (2005)
- Blow Me 1 (2005)
- Blow Me Sandwich 7 (2005)
- Blue Light (2005)
- Body Builders In Heat 17 (2005)
- Busty Beauties 15 (2005)
- Crack Addict 4 (2005)
- Crack Attack 2 (2005)
- Cum Catchers 3 (2005)
- Cum Swappers 4 (2005)
- De-Briefed 2 (2005)
- Desperate (2005)
- Dez's Dirty Weekend 4: Orange County Madness (2005)
- Diary of a Face Sitter (2005)
- Dirty Girlz 4 (2005)
- Disturbed 3 (2005)
- Double Air Bags 18 (2005)
- Double D POV 1 (2005)
- Double Dip-her 3 (2005)
- Doubled Up (2005)
- Dream (2005)
- Drive Thru 4 (2005)
- Face Fucked 2 (2005)
- Facesitting Assault (2005)
- Filthy Anal POV 1 (2005)
- Filthy Rich (2005)
- Filthy Things 5 (2005)
- Five People You Meet in Porn (2005)
- Getting Stoned 2 (2005)
- Girls Home Alone 25 (2005)
- Goin Deep 4 (2005)
- Handjobs 16 (2005)
- His Ass Is Mine 1 (2005)
- Huge Rack Club 1 (2005)
- Hyper Sex (2005)
- In Your Face 1 (2005)
- Internal Affairs (2005)
- Jack's Teen America 14 (2005)
- Latex Soccer Moms (2005)
- Mrs. Behavin' (2005)
- Ole' In And Out 2 (2005)
- Orally Challenged (2005)
- Perverted POV 8 (2005)
- POV Ersions (2005)
- Pussy Playhouse 9 (2005)
- Reel Girlfriends (2005)
- Revenge of the Facesitter (2005)
- Rock Hard 3 (2005)
- Rough and Ready 1 (2005)
- Screw My Husband Please 6 (2005)
- Sex Sells (2005)
- Size Queens (2005)
- Sorority Splash 3 (2005)
- Sperm Swappers 2 (2005)
- Steal Runway (2005)
- Straight To The Sphincter 3 (2005)
- Strip Tease Then Fuck 6 (2005)
- Striptease Seductions (2005)
- Stuck In The Deep End (2005)
- Surrender the Booty 1 (2005)
- Sweet Cheeks 6 (2005)
- Taboo 5 (2005)
- Taste Her O-Ring (2005)
- Teen Divas: Teen Wonderland 5 (2005)
- Teen Handjobs 1 (2005)
- Tha Realest 1 (2005)
- Tits Ahoy 2 (2005)
- Tonsil Hockey (2005)
- Traffic Stopping Tits (2005)
- Voluptuous 6 (2005)
- Whores Don't Wear Panties 1 (2005)
- Wild Fuck Toys 1 (2005)
- A List 1 (2006)
- Addicted 1 (2006)
- Afterhours: Jezebelle Bond (2006)
- Anal Extremes 2 (2006)
- Anal Violation 2 (2006)
- Apprentass 5 (2006)
- Ass Brand New 4 (2006)
- Ass For Days 2 (2006)
- Ass Inc. 1 (2006)
- Ass Reckoning (2006)
- Ass Sluts (2006)
- Ass to Heels 1 (2006)
- Assume the Position (2006)
- Backdoor Desires (2006)
- Big Clits Big Lips 13 (2006)
- Big Tit Ass Stretchers 1 (2006)
- Big Tits Big Dicks (2006)
- Bring Your A Game 1 (2006)
- Busty Beauties: 20th Anniversary Special Edition (2006)
- Busty Beauties: Lexi Marie Loves a Pearl Necklace (2006)
- Butt Blassted 3 (2006)
- Cheek Freaks 2 (2006)
- Clean My Crack 2 (2006)
- Crush: Lipstick Lovers (2006)
- Cumstains 7 (2006)
- Cumstains 8 (2006)
- Dementia 4 (2006)
- Devil Made Me Do It (2006)
- Dirty Chicks Craving Meat Sticks (2006)
- Dirty Secrets (2006)
- Double Decker Sandwich 8 (2006)
- Double D's and Derrieres 2 (2006)
- Drowning In Bitch Juice 1 (2006)
- Duality (2006)
- Faith's Fantasies (2006)
- Fans Have Spoken 12 (2006)
- Fetish Factory 1 (2006)
- Fine Ass Bitches 3 (2006)
- Flasher (2006)
- Fresh Young Asses 1 (2006)
- Fuck Me in the Ass (2006)
- Full Service 3 (2006)
- Gag on This 9 (2006)
- Girls Playing with Girls (2006)
- Goo 4 Two 3 (2006)
- Great Big Asses 3 (2006)
- Great Big Tits 2 (2006)
- Grudge Fuck 7 (2006)
- Gutter Mouths 34 (2006)
- Hand to Mouth 3 (2006)
- Her First Anal Sex 10 (2006)
- Her First DP 5 (2006)
- Her First Lesbian Sex 9 (2006)
- History Of Porn (2006)
- Jack's Playground 32 (2006)
- Jam It All the Way Up My Ass 2 (2006)
- Lewd Conduct 27 (2006)
- Lippstixxx And Dippstixxx (2006)
- Liquid Gold 12 (2006)
- Mary Carey on the Rise (2006)
- Meet The Fuckers 4 (2006)
- MILF Lessons 9 (2006)
- MILF Obsession 3 (2006)
- Mobster's Ball 1 (2006)
- More Than A Handful 15 (2006)
- My Sister's Hot Friend 5 (2006)
- Nantucket Housewives (2006)
- Nasty Fucking Nurses 1 (2006)
- Nurse This (2006)
- Nurseholes 1 (2006)
- Off Limits (2006)
- Pink Paradise 1 (2006)
- Power Bitches 1 (2006)
- Pretty Pussies Please 1 (2006)
- Pussy Party 17 (2006)
- Rack 'em Up 1 (2006)
- Red Corset (2006)
- Rub My Muff 6 (2006)
- Screw My Wife Please 53 (She's Amazing) (2006)
- Sex Illusions 2 (2006)
- Sex Whisperer (2006)
- Sexual Overdrive (2006)
- Share the Load 4 (2006)
- She's Got It 1 (2006)
- She's Got It 2 (2006)
- Shove It Up My... 3 (2006)
- Skeeter Kerkove's Girls Sodomizing Girls 1 (2006)
- Skin 2 (2006)
- Smokin' Crack 2 (2006)
- Smoking Mary Jane (2006)
- Taboo 22 (2006), regia di D. Cypher
- Tear Jerkers 2 (2006)
- Tha Realest 2 (2006)
- That 70s Ho (2006)
- Tinkle Time 1 (2006)
- Top Heavy Anal Club (2006)
- Tunnel Vision 1 (2006)
- Vamp (2006)
- Vicious Girls Gone Anal (2006)
- Vicious POV Slutz (2006)
- Vulvapalooza (2006)
- World Poke Her Tour (2006)
- 3 Blowin Me 1 (2007)
- All Ditz and Jumbo Tits 5 (2007)
- All Out Anal 1 (2007)
- Allstar Call Girls (2007)
- Anal Sex Movie (2007)
- Anal Solo Masturbation (2007)
- Apple Bottomz 4 (2007)
- ATM City 3 (2007)
- Bangin Brea (2007)
- Bend Over and Say Ahhhh Again (2007)
- Booty Bangers (2007)
- Bubble Butt Bonanza 11 (2007)
- Chin Knockers 1 (2007)
- Chin Knockers 3 (2007)
- Craving (2007)
- Cum Play With Me 3 (2007)
- Double D Babes 4 (2007)
- Driven (2007)
- Elite 2 (2007)
- Erotic Femdom Fantasies 2 (2007)
- Friendly Fire (2007)
- Handjob Heaven (2007)
- Handjobs: Collectors Edition 2 (2007)
- Her 1st Anal 1 (2007)
- Housewife 1 on 1 9 (2007)
- Juggernauts 7 (2007)
- Just a Girl (2007)
- Kaylani Unleashed (2007)
- Killer Desire (2007)
- Last Night (2007)
- Layout (2007)
- Make Her Ass Scream 1: Louder Bitch (2007)
- MILF Lessons 14 (2007)
- Mrs. Bitch 1 (2007)
- My Wife's 1st Gang Bang (2007)
- North Pole 66 (2007)
- Only in Your Dreams 1 (2007)
- Players Club (2007)
- Prime Cuts Before They Were Stars (2007)
- Pussy Foot'n 22 (2007)
- Rack It Up 1 (2007)
- Rapture in Blue (2007)
- Rub My Muff 13 (2007)
- Saturday Night Beaver (2007)
- Service with a Smile (2007)
- Skeeter Kerkove's Girls Sodomizing Girls 2 (2007)
- Slave to Sin (2007)
- Slutty and Sluttier 4 (2007)
- Sorority Sex Kittens: Kappa Kappa Sex (2007)
- Strange Dreams (2007)
- Tease Me (2007)
- Tug Jobs 10 (2007)
- Uniform Behavior (2007)
- V Word (2007)
- Whack Jobs 1 (2007)
- World Cups (2007)
- X Cuts: Dream Teens (2007)
- Young and Juicy Big Tits 1 (2007)
- Yummy (2007)
- 2 Chicks To Lick Your Dick 1 (2008)
- 2 Girls for Every Guy 3 (2008)
- Anal Solo Masturbation 4 (2008)
- Anally Yours... Love, Bree Olsen (2008)
- Anally Yours... Love, Brooke Haven (2008)
- Ass Watcher 5 (2008)
- Beautiful Horny and Fucking Dirty 5 (2008)
- Big Rack Attack 5 (2008)
- Big Tits Boss 1 (2008)
- Busty Beauties: Savanah Loves a Pearl Necklace (2008)
- Club Devon (2008)
- Cream Pie Nurses in Lingerie (2008)
- Domination (2008)
- Everybody Loves Big Boobies 4 (2008)
- Gag on This 24 (2008)
- Gluteus Maximass 2 (2008)
- I Love Your Sexy Bust 2 (2008)
- It's Too Big 2 (2008)
- Latex Sex (2008)
- Lesbians Love Sex 1 (2008)
- Licensed to Blow 4 (2008)
- Love Box (2008)
- MILF Paradise (2008)
- My Wife's Hot Friend 1 (2008)
- Naughty Athletics 3 (2008)
- Nut Busters 10 (2008)
- Oracle (2008)
- Pillow Talk (2008)
- Pirates of the Sex Sea (2008)
- Possessed and Undressed (2008)
- Private XXX 39: Sex Bites (2008)
- Pure Sextacy 3 (2008)
- RPM XXXtreme Crotch Rockets (2008)
- Sexual Harassment (2008)
- She Likes a Fist in Her Wet Ass (2008)
- Sophia Illustrated (2008)
- Thrust (2008)
- Whore 4 (2008)
- Wife Switch 3 (2008)
- Young and Juicy Big Tits 3 (2008)
- Anal-Holics (2009)
- Asstounding (2009)
- Asstounding 1 (2009)
- Ben Dover's Busty Babes USA (2009)
- Big Butt TV (2009)
- Big Titty Nurses (2009)
- Bleached To The Bone 3 (2009)
- Blonde Bombs (2009)
- CFNM Secret 2 (2009)
- Craving 4 Cock (2009)
- Cumstains 10 (2009)
- Dirty Blondes (2009)
- Don't Let My Daddy Know (2009)
- Double D Nurses (2009)
- Double D Secretaries (2009)
- Erotic Femdom 5 (2009)
- Femdom Ass Worship 2 (2009)
- Flying Solo 2 (2009)
- I Love Pretty Pussies (2009)
- Killer Grip 5 (2009)
- Lesbian Nation (2009)
- MILF Next Door 8 (2009)
- MILFs Like It Big 5 (2009)
- More Than An Ass Full (2009)
- My Sexy Life 2 (2009)
- Naughty Blonde MILF Librarians (2009)
- Pornstarslick (2009)
- Predator 3 (2009)
- What Gets You Off 4 (2009)
- Wife Switch 7 (2009)
- Alektra's Dirty Mind (2010)
- Anal Whore Next Door 3 (2010)
- Baby I Wanna Cum for You 1 (2010)
- BatFXXX: Dark Knight Parody (2010)
- Big Tit Hookups 2 (2010)
- Blowjob Winner 6 (2010)
- Bossy MILFs 5 (2010)
- Brat Bitch Princess 2 (2010)
- Busty Anal Cougars (2010)
- Busty Babysitters 1 (2010)
- Cum out on Top 2: Gianna Michaels vs Carmella Bing (2010)
- Department S 1 (2010)
- Dinner Affair (2010)
- Fluffers 3 (2010)
- Fuck a Fan 11 (2010)
- Handjob Winner 6 (2010)
- Her First Lesbian Sex 19 (2010)
- Live Gonzo 1 (2010)
- MILF Next Door 9 (2010)
- MILF Soup 11 (2010)
- My Sexy Life 3 (2010)
- Notorious S.L.U.T. (2010)
- Pornstar Athletics 3 (2010)
- Round Mound Of Ass 6 (2010)
- Slick Ass Girls 1 (2010)
- Spunkmouth 1 (2010)
- This Ain't Celebrity Apprentice XXX (2010)
- Tits 'N Tats 2 (2010)
- Top Heavy Chef: A XXX Parody (2010)
- Truck Stop Anal Tramps (2010)
- Wet and Wild (2010)
- Who's Your Momma 3 (2010)
- Ass-Asination (2011)
- Best of Facesitting 10 (2011)
- Big Boob Blondes (2011)
- Big Tits at School 11 (2011)
- BJ Suck-A-Thon (2011)
- Bondage Girl-A-Go-Go (2011)
- Butt Bang Bitches 4 (2011)
- Femdom Ass Worship 8 (2011)
- Fresh (2011)
- Getting In (2011)
- His Booty Is My Duty 1 (2011)
- Horny Candystripers 1 (2011)
- Jenna Is Timeless (2011)
- Like Sister Like Slut (2011)
- Lingerie 1 (2011)
- MILF and Honey 16 (2011)
- My Wife's Hot Friend 9 (2011)
- New Dad in Town (2011)
- OMFG What a Bossy Fucking Bitch 2 (2011)
- She's Got Legs 2 (2011)
- Titterific 8 (2011)
- Toe Jam and Mayhem 1 (2011)
- 16 Sluts For 1 Cock: POV Cum Swapping Extravaganza (2012)
- Ample D's (2012)
- Big Cock Craving Moms (2012)
- Big Sexy Titties (2012)
- Busty Sweethearts 4 (2012)
- Femdom Ass Worship 17 (2012)
- Fucking On The Job (2012)
- Hammered Asses (2012)
- Home Alone (2012)
- Tits Gone Wild (2012)
- 3-Way Pussy Paradise 2 (2013)
- Erotic Encounters 4 (2013)
- Facesitting Tales (2013)
- MILF Madness (II) (2013)
- Butt Fuck Me (2014)
- Erotic Encounters 4 (2014)
- This Isn't Bar Rescue... It's A XXX Spoof (2014)

### Regista
- Vicious Girls Gone Anal (2006)